# Stephen E. Rivkin
Stephen Elliott Rivkin é um editor de cinema americano mais conhecido por seu trabalho de edição na série de filmes Piratas do Caribe , bem como por seu trabalho com o diretor James Cameron como editor de Avatar , pelo qual foi indicado ao Oscar .  Rivkin editou três filmes para o diretor Norman Jewison , além de ter trabalhado extensivamente com o diretor Gore Verbinski .  Stephen Rivkin é membro eleito da American Cinema Editors e atualmente atua como vice-presidente da organização.  Ele também foi produtor associado em dois filmes.

## Início da vida e carreira
A carreira de Rivkin começou em 1976 no curta-metragem Ain't We Having Fun?. Rivkin se formou na turma de 1975 da  Minneapolis College of Art and Design .

## Vida pessoal
Os irmãos de Rivkin são os músicos Bobby Z. e David Z.
Ele é casado com Dina Morrone.

## Filmografia selecionada
| † | Denota filmes que ainda não foram lançados |

| Ano  | Título                                        | Diretor             | Notas                                                           |
| ---- | --------------------------------------------- | ------------------- | --------------------------------------------------------------- |
| 1982 | The Personals                                 | Peter Markle        | —                                                               |
| 1986 | Youngblood                                    | Peter Markle        | —                                                               |
| 1986 | Band of the Hand                              | Paul Michael Glaser | —                                                               |
| 1988 | Bat*21                                        | Peter Markle        | —                                                               |
| 1991 | Run                                           | Geoff Burrowes      | Co-edição com Jack Hofstra                                      |
| 1992 | Meu primo Vinny                               | Jonathan Lynn       | —                                                               |
| 1993 | A Louca! Louca História de Robin Hood         | Mel Brooks          | —                                                               |
| 1994 | Only You                                      | Norman Jewison      | —                                                               |
| 1996 | Bogus - Meu Amigo Secreto                     | Norman Jewison      | —                                                               |
| 1999 | Hurricane - O Furacão                         | Norman Jewison      | —                                                               |
| 2001 | Ali                                           | Michael Mann        | Co-edição com Lynzee Klingman, Stuart Waks e William Goldenberg |
| 2003 | Piratas do Caribe: A Maldição do Pérola Negra | Gore Verbinski      | Co-edição com Arthur Schmidt and Craig Wood                     |
| 2003 | A Confissão                                   | Norman Jewison      | Co-edição com Andrew S. Eisen                                   |
| 2006 | Piratas do Caribe: O Baú da Morte             | Gore Verbinski      | Co-editado com Craig Wood                                       |
| 2007 | Piratas do Caribe: No Fim do Mundo            | Gore Verbinski      | Co-editado com Craig Wood                                       |
| 2009 | Avatar                                        | James Cameron       | Co-edição com James Cameron e John Refoua                       |
| 2015 | Blackhat                                      | Michael Mann        | Co-edição com Jeremiah O'Driscoll, Joe Walker e Mako Kamitsuna  |
| 2015 | Quarteto Fantástico                           | Josh Trank          | Co-edição com Elliot Greenberg Creditado como Stephen Rivkin    |
| 2019 | Alita: Anjo de Combate                        | Robert Rodriguez    |                                                                 |
| 2022 | Avatar: O Caminho da Água                     | James Cameron       | Co-edição com John Refoua, David Brenner, e James Cameron       |
| 2024 | Avatar: The Seed Bearer †                     | James Cameron       | Co-edição com John Refoua, David Brenner, e James Cameron       |

## Prêmios e indicações
- 2023 - Nomeação para o Critics' Choice Awards de "Melhor Edição" - Avatar: O Caminho da Água (compartilhado com os editores David Brenner, John Refoua e o editor / diretor James Cameron)
- 2010 - Nomeação para o Oscar de "Edição de Filme" - Avatar (compartilhado com os editores John Refoua e o editor / diretor James Cameron)
- 2010 - Nomeação ao prêmio BAFTA "Film Editing" - Avatar (compartilhado com os editores John Refoua e o editor / diretor James Cameron)
- 2010 - American Cinema Editors Nomination "Film Editing" Longa-metragem (Dramatic) - Avatar (compartilhado com os editores John Refoua e o editor / diretor James Cameron)
- 2008 - American Cinema Editors Nomination "Film Editing" Longa-Metragem - Comédia ou Musical - Piratas do Caribe: No Fim do Mundo
- 2007 - American Cinema Editors Nomination "Film Editing" Longa-Metragem - Comédia ou Musical - Piratas do Caribe: O Baú da Morte
- 2004 - Vencedor dos editores de cinema americano "Melhor Longa-Metragem Editado" - Comédia ou Musical - Piratas do Caribe: A Maldição do Pérola Negra